# Valentinuskapelle (Wiesbach)

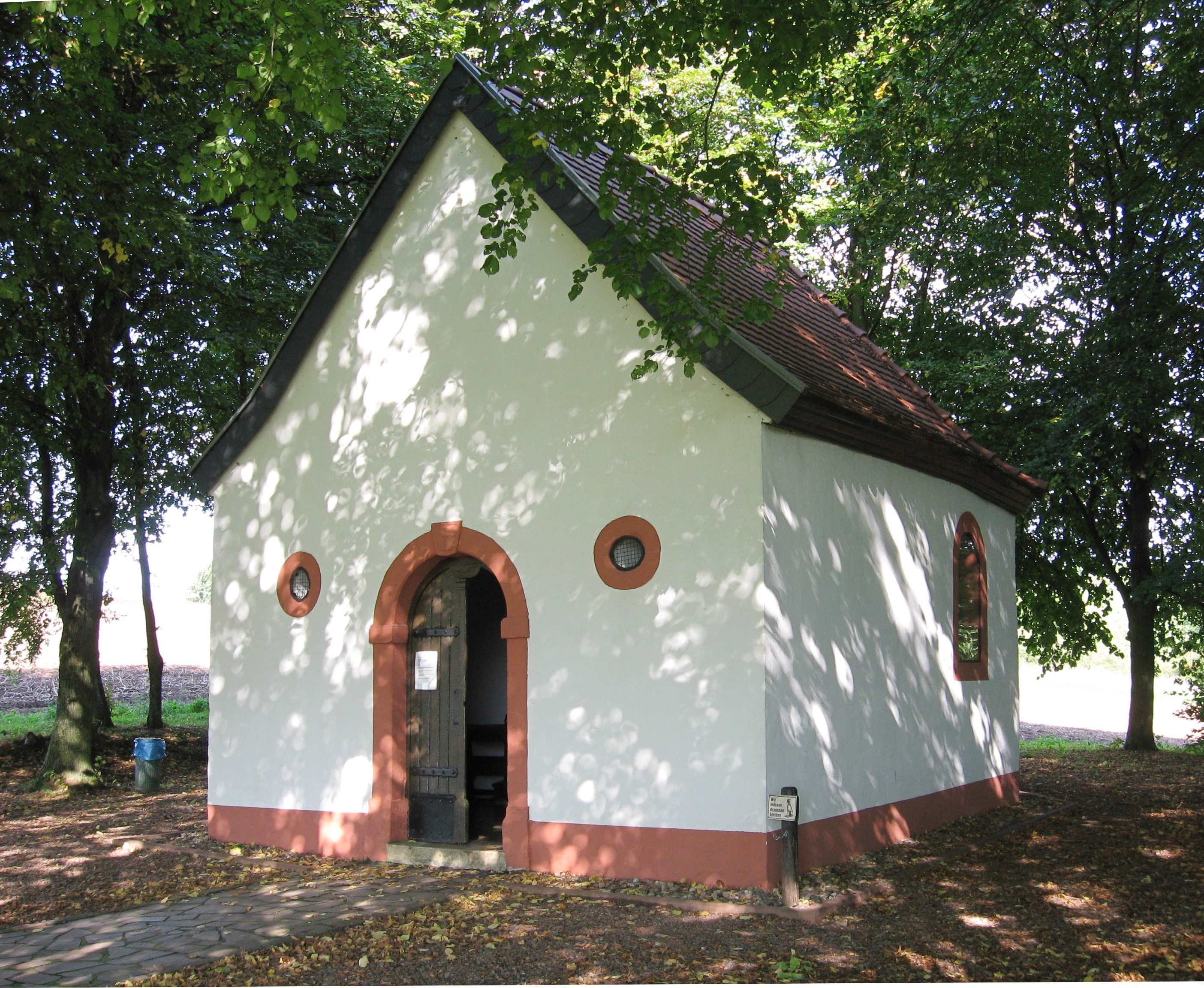
Valentinuskapelle

Die Valentinuskapelle, im Volksmund Wallenbornkapelle, ist eine Kapelle nahe der Landstraße zwischen Humes und Wiesbach. Sie liegt im Naherholungsgebiet Valentinusborn, auch Wallenborn genannt.

## Geschichte

### Römische Zeit

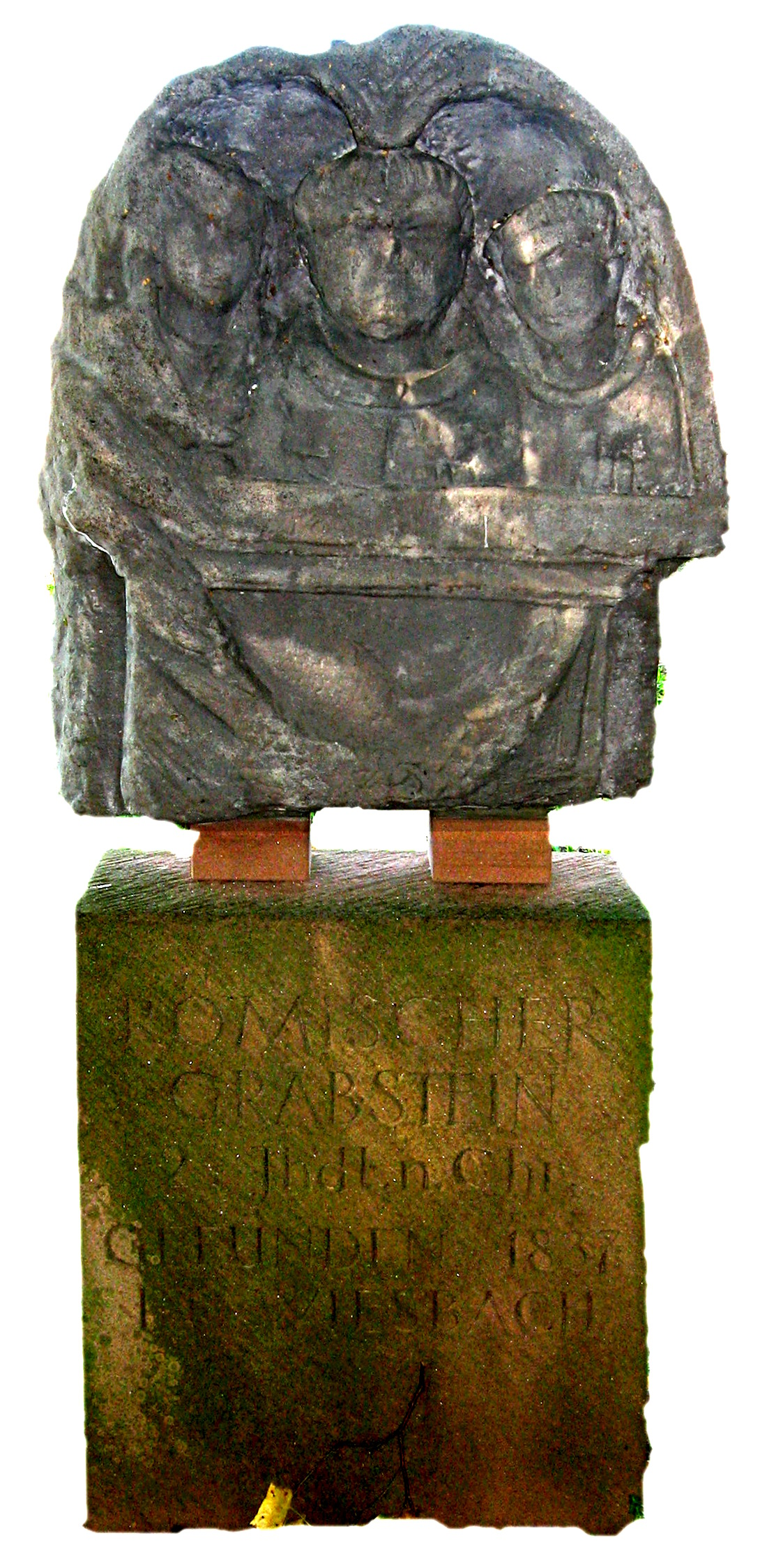
Nachbildung eines römischen Grabsteins aus dem 2. Jahrhundert n. Chr.

Der Ort war schon Jahrhunderte vor dem Bau Anziehungspunkt wegen der dem Quellwasser zugeschriebenen Heilkräfte für Mensch und Vieh. Die frühesten Zeugnisse einer Besiedlung sind jedoch römischen Ursprungs. Bei den 1955 durchgeführten Ausgrabungen fand man Ziegel, die auf  eine villa rustica mit Hypokaustenanlage schließen lassen. Eine Nachbildung eines 1837 auf dem Wiesbacher Bann gefundenen römischen Grabsteins aus dem zweiten Jahrhundert n. Chr. steht heute neben der Kapelle.

### Bau der Kapelle
Die erste schriftliche Erwähnung einer Kapelle im Wiesbacher Bannbuch datiert auf 1772. Der „Capellplatz“ soll über Jahrhunderte als Stützpunkt des Klosters Tholey gedient haben. Ferner ist die Schleifung der Kapelle infolge der französischen Revolution erwähnt. Die heutige Kapelle wurde 1796 an der gleichnamigen Quelle gebaut.
Im Zuge der Säkularisation ging die Kapelle in privaten Besitz über. Jahrzehnte später erwarb die Gemeinde Wiesbach die Kapelle.

#### Architektur und Dekoration
Der schlichte Rechteckbau mit konisch zulaufendem Chorraum zeigt Elemente romanischen Stils. Die Ochsenaugen an der Front waren ein Stilelement der damaligen Zeit, sakrale Bedeutung hat das Fenster hinter dem Altar. Die Dreiecksform symbolisiert die Dreifaltigkeit.
Ein Barockaltar aus dem späten 18. Jahrhundert wird von vier Säulen getragen. Mittig steht eine geschnitzte Wendalinusfigur. Zwei Kapellenfenster zeigen sechs Motive aus dem Leben des Bruders Konrad von Parzham.

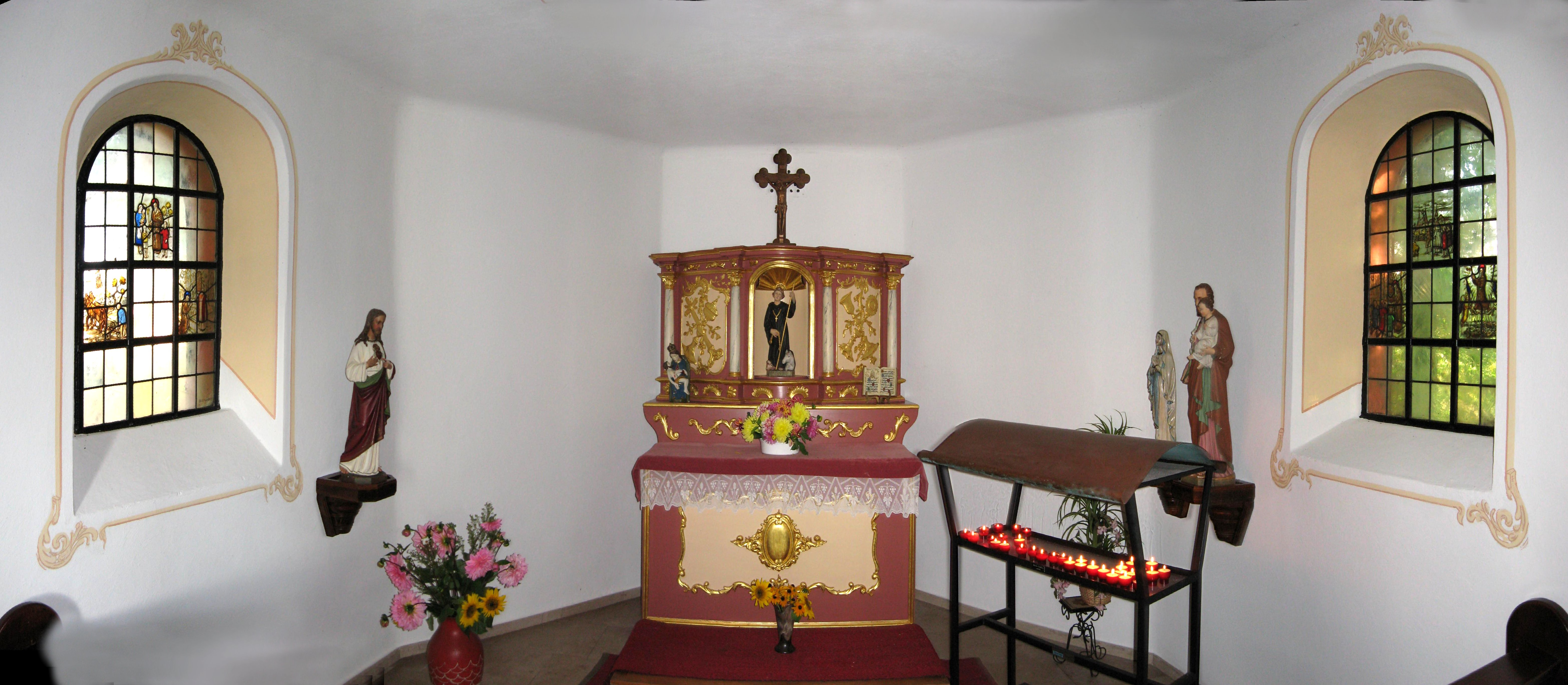
Blick auf Altar und Chor

Ein Tafelbild, das die in der Region verehrten Viehpatrone Wendalinus, Valentinus und Brigitta zeigte, wurde 1985 gestohlen. Wie das Bild wurden auch die eisernen Kronen gestohlen, die sich die Kapellenbesuchern während der Bittgebete aufsetzten. Bis in die zwanziger Jahre sollen Paare die Kapelle aufgesucht haben um sich dort die Ehe zu versprechen.

#### Umfeld
Zur Kapelle gehörte eine Eremitage, die bis 1840 an der Kapellenrückseite bestand. In den folgenden Jahrzehnten verfiel die Einsiedelei, bis sie 1882 vollständig abgetragen wurde. Seit 1934 steht die Kapelle unter Denkmalschutz. Zur Kapelle führt seit 1957 ein Kreuzweg, der an die Vermissten und Gefallenen des Zweiten Weltkrieges erinnert. Die Namen der Soldaten sind, verteilt auf die Stationen, eingemeißelt.

### Naherholungsgebiet
Durch das Aufstauen der Quelle zu einem Weiher, die Einrichtung eines Grillplatzes und die Eröffnung eines Restaurationsbetriebes wurde die Örtlichkeit zum Naherholungsgebiet „Wallenborn“ und dient damit auch der profanen Nutzung.